# Сораті (округ)
О́круг Сора́ті (яп. 空知総合振興局, そらちそうごうしんこうきょく, МФА: [soɾat͡ɕi̥ soːgoː ɕinkoːkʲoku̥]) — округ префектури Хоккайдо в Японії. Центральне місто округу — Івамідзава. 
Заснований 1 квітня 2010 року шляхом реорганізації О́бласті Сора́ті (яп. 空知支庁, そらちしちょう, МФА: [soɾat͡ɕi̥ ɕi̥t͡ɕoː]). Остання була заснована 1897 року.

## Адміністративний поділ
- Акабіра
- Асібецу
- Бібай
- Івамідзава
- Мікаса
- Сунаґава
- Такікава
- Утасінай
- Фукаґава
- Юбарі
- Повіт Кабато: Сін-Тоцукава - Ураусу - Цукіґата
- Повіт Сораті: Камі-Сунаґава - Наїе - Нампоро
- Повіт Урю: Мосеусі - Нумата - Тіппубе - Урю - Хокурю - Хороканай
- Повіт Юбарі: Куріяма - Наґанума - Юні

## Найбільші міста
Міста з населенням понад 10 тисяч осіб:
| №  | Місто      | Населення, осіб (2009) |
| -- | ---------- | ---------------------- |
| 1  | Івамідзава | 91571                  |
| 2  | Такікава   | 44384                  |
| 3  | Бібай      | 27215                  |
| 4  | Фукагава   | 24411                  |
| 5  | Сунагава   | 19472                  |
| 6  | Асібецу    | 17769                  |
| 7  | Куріяма    | 13838                  |
| 8  | Акабіра    | 13398                  |
| 9  | Наганума   | 12232                  |
| 10 | Юбарі      | 11745                  |
| 11 | Мікаса     | 11099                  |